# Андрес Ріверо Агуеро
Андрес Ріверо Агуеро (ісп. Andrés Rivero Agüero; 4 лютого 1905 — 8 листопада 1996) — кубинський політик, дванадцятий прем'єр-міністр Куби.

## Біографія
Народився в бідній родині у провінції Ор'єнте. У 16-річному віці самостійно навчився читати, потім зумів закінчити школу та здобути ступінь з права в Гаванському університеті.
Пізніше його обрали до складу міської ради Сантьяго-де-Куби. Тоді ж він подружився з Фульхенсіо Батистою, майбутнім президентом Куби. Під час перебування останнього при владі у 1940—1944 роках Ріверо очолював міністерство сільського господарства та втілював план Батисти з переселення безземельних селян.
Під час вигнання Батисти, коли той був у США (1944—1952), Ріверо займався на Кубі юридичною практикою та публікував політичні коментарі у ЗМІ. Коли Батиста 1952 року повернувся та знову став президентом, Ріверо став міністром освіти. 1954 року його обрали сенатором від провінції Пінар-дель-Ріо, а 1957 року він очолив уряд. На посаді прем'єр-міністра брав участь у кількох конференціях з мирного врегулювання повстання на острові як представник Батисти.
1958 року вийшов у відставку, щоб узяти участь у президентських виборах. Його підтримувала партія Батисти та ще три проурядових партії. В результаті його оголосили переможцем, попри чутки, що вибори було сфальсифіковано за підтримки уряду США, які підтримували Ріверо через його боротьбу проти революції на Кубі. Після виборів Ріверо почав консультації з американським послом Ерлом Смітом і провідними кубинськими політиками, бажаючи врегулювати кризу, пов'язану з діями комуністичних партизан Фіделя Кастро та їхніх союзників. Після вступу на посаду президента Ріверо збирався скликати Конституційну асамблею, щоб повернути Кубу до конституційного правління (на противагу диктатурі Батисти).
Однак успіхи революціонерів зруйнували плани Ріверо, й 1 січня 1959 року він був змушений залишити Гавану й тікати до Домініканської Республіки разом з Батистою.
Після того Ріверо оселився у Сполучених Штатах, де провів решту свого життя.